# 温斯顿·彼得斯
温斯顿·彼得斯 PC MP（1945年4月11日—），新西兰政治家，現任新西兰外交部長。原为新西兰国家党成员，1993年离开国家党创立新西兰优先党并担任党领袖至今。曾先后数次与国家党及工党组成执政联盟，在前总理博尔格、希普利、克拉克、阿德恩和总理盧克森内阁中任职过外交部长、国家副总理等职务，其政治理念一直被認為具有民族主義及民粹主義的傾向。

## 出生
温斯顿·彼得斯出生于新西兰北岛北部的法納雷（Whangarei），在當時只是一個小鎮。他有着一半毛利人血统，他的父亲是毛利裔而他的母亲则是白人（Pakeha）。他的两位兄弟，伊恩·彼得斯和吉姆·彼得斯也曾经当选为新西兰国会议员。不過，彼得斯從政後卻一直反對給予毛利人作為新西兰原住民而享有的特殊權益，特別是反對新西兰自1996年大選改行聯立制後單一選區部分所新增的毛利人席位。
当他从璜加雷男子高中和Dargaville高中毕业以后，温斯顿·彼得斯进入奥克兰大学学习历史，政治以及法律学科。并且取得了文学士和法学士学位。之后曾做过老师和律师。他也曾经是大学橄榄球俱乐部的成员在奥克兰，并且曾经是奥克兰毛利橄榄球队的队长。他也曾经作为队员代表毛利全黑队（All Blacks）参加过威尔士亲王杯橄榄球赛。他的一位兄弟，韦恩·彼得斯曾经作为奥塔哥地区队和北奥克兰队的队员参加过国家冠军赛和全黑青少年队。他的另一位兄弟艾伦·彼得斯也代表璜加雷对参加过橄榄球联赛。

## 国家党生涯與優先黨的成立
他于1975年加入新西兰国家党，但是作为候选人在北部毛利選區參選失利。1979年進入新西兰國會，加入国家党議會党團。不過，在1980年代後，因為其貿易保護主義、主張限制及減少移民等民粹主義主張，使其與國家黨產生分歧。1990年國家黨重新執政後，其加入政府內閣，擔任毛利事務部長。其擔任內閣部長期間，與國家黨的關系緊張，故在11個月後被辭退，並回歸後座。1993年退出國家黨，同時自製補選，讓自己以獨立身分重新加入國會。他又旋另組新西兰优先党，以党魁身分在同年幾個月後的大選贏得國會議席迄今。

## 第一次担任副總理：1996-98

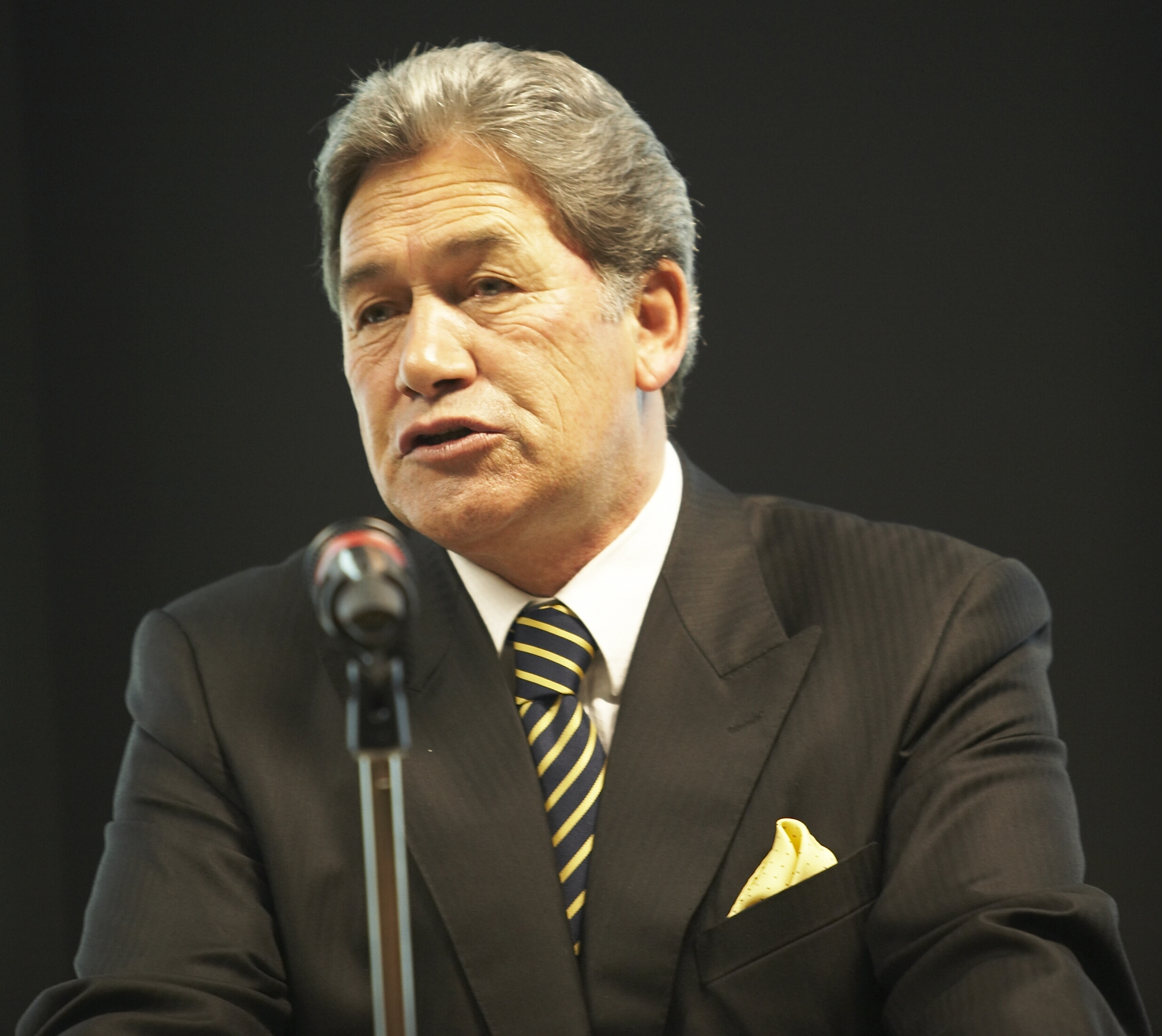
1998年的温斯顿·彼得斯

新西兰自1996年大選改行聯立制，終結過去沿用於兩黨制後，新西兰优先党成為第三大黨而成為「造王者」，其後他選擇與國家黨籌組聯合政府，他於是成為副總理兼首任財長。至1998年，因與國家黨政府產生分歧，優先党退出聯合政府。
1998年5月28日，獲委任為樞密院顧問官。6月15日，彼得斯对马来西亚展开为期三天的正式访问。

## 工黨執政時期：1999-2008年
1998－2005年間，彼得斯繼續領導新西兰优先党作為在野黨。當時他經常站在工黨一側，並批評國家黨的移民及經濟政策。但時任總理海倫·克拉克在初期拒絕了优先党的閣外支持。

### 外交部長
2005－2008年，加入新西兰工党領導的聯合政府，擔任外交部長，但不出席內閣會議。2008年新西兰大選，优先党失去所有席位，故彼得斯無法繼續擔任外長。

## 淡出政坛与重返国会：2008-2017年
優先党在2008年徹底敗選後，彼得斯曾因此淡出傳媒視線，卻又於2011年重新獲媒體關注，在同年大選中連同7位黨友重返國會。2015年，他從名單改戰選區議席，並藉補選取得原屬國家黨的單一選區席次，令優先党的議席增至12席。

## 再任副揆：2017年-2020年，2023-

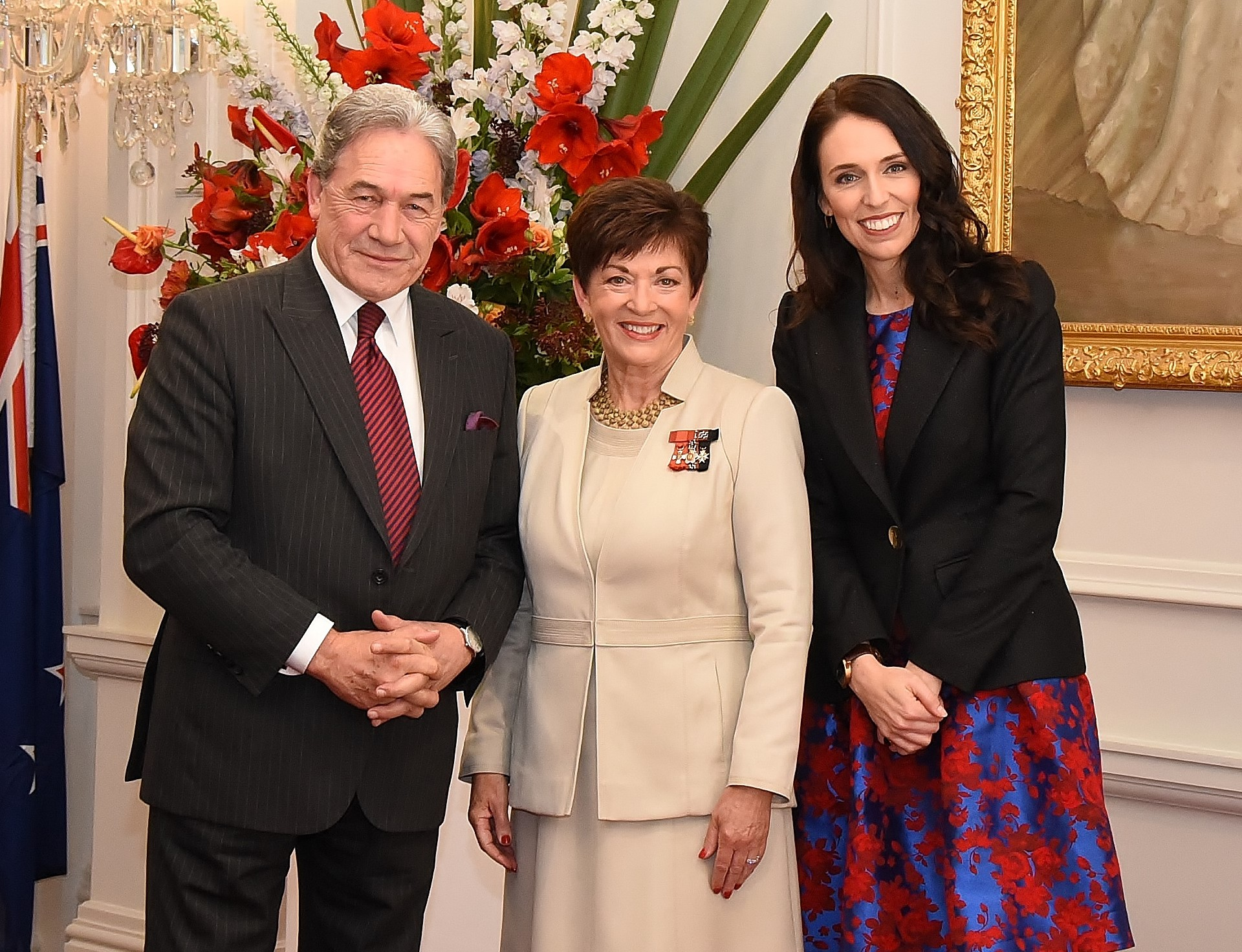
彼得斯與總理 傑辛達·阿德恩和總督帕齐·雷迪在內閣就職時合照

2017年大選後，優先党在國會減至9席，他也失去了選區議席而回歸名單議席，卻因兩大陣營皆未取得過半數議席而再次造王。同年10月26日，經過一個月分別與國家黨及工黨進行組閣談判後，優先党決定加入新西兰工党領導的聯合政府。彼得斯于是再次出任新西兰副總理和外交部長，再加上賽馬、裁軍和國有企業部長。
2018年6月21日，由於總理傑辛達·阿德恩需放長達六週的產假，身為副總理的彼得斯因而在期間代任總理一職。
2020年，優先黨再次在大選中全軍覆沒，並因而卸任上述內閣職務。
2023年大選，優先黨重新獲得8席議席，加入新西兰國家党領導的聯合政府。彼得斯第三度出任新西兰副總理，外交部長和賽馬部長一職。

## 政治主張
彼得斯的政治理念一直被認為具有民族主義及民粹主義的傾向。其移民及社會政策被認為偏向保守主義，如反對同性婚姻和寬鬆的移民政策；但在經濟政策上則被認為偏向左翼，如支持減稅和設立強制退休金、反對私有化等。
在外交政策方面，他在2008年達成與中國簽署自由貿易協定；因國際情勢之變化，於2020年表示應減少對已成為該國最大貿易夥伴的中國的依賴，更在同年支持台湾加入世界卫生组织和決定取消與香港的逃犯移交協議。